# Dodge Custom
La Dodge Custom è un'autovettura full-size prodotta dalla casa automobilistica statunitense Dodge dal 1940 al 1942 e dal 1946 al 1948.
Fu introdotta come Serie D19 nel settembre del 1940. Dal settembre 1941 al gennaio 1942 fu invece commercializzata come Serie D22. Dopo la pausa dovuta alla seconda guerra mondiale, la produzione riprese nel settembre 1946 con il nome di Serie D24C. Uscì definitivamente di produzione nel dicembre 1948 venendo sostituita dalla Dodge Coronet.

## Storia

### La Serie D19
La Custom, come l'omologo modello Dodge Deluxe, era dotata di un motore a valvole laterali e sei cilindri in linea da 3.569 cm³ di cilindrata che sviluppava 91 CV di potenza. Il modello era offerto in versione berlina due e quattro porte, coupé due porte, limousine quattro porte e cabriolet due porte. Quasi tutti i modelli avevano un passo di 3.035 mm. Le uniche versioni con passo di 3.493 mm erano la berlina quattro porte e la limousine.

### La Serie D22

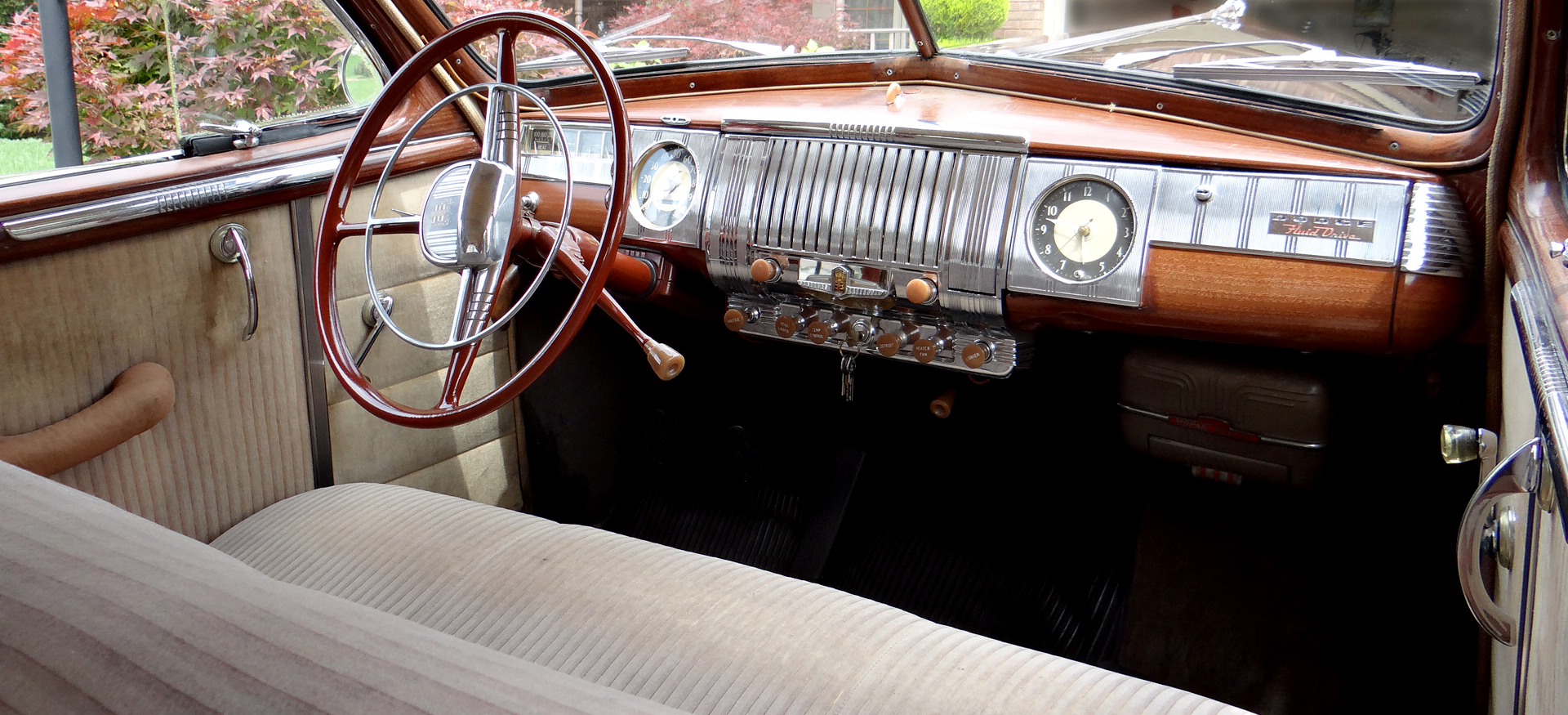
Gli interni della D24C

Nel 1942 la cilindrata del motore crebbe a 3.772 cm³ a fronte di un aumento della potenza a 105 CV. Nell'occasione fu rivisto il frontale.

### La Serie D24C
Quando fu reintrodotto dopo la seconda guerra mondiale, il modello fu aggiornato. Il frontale venne rivisto nuovamente ed il motore fu depotenziato a 102 CV. La berlina due porte e la limousine vennero tolte dai listini.